# Rosa turcica
Rosa turcica là loài thực vật có hoa trong họ Hoa hồng. Loài này được Rouy miêu tả khoa học đầu tiên.